# Бела Баубах
Бела Баубах (угор. Baubach Béla, 3 квітня 1895 — 1948) — угорський футболіст, що грав на позиції півзахисника.
Відомий виступами, зокрема, за клуб «Уйпешт», а також національну збірну Угорщини.

## Клубна кар'єра
У складі «Уйпешт» дебютував у 1913 році і грав до завершення сезону 1924-1925. Був надійним, невтомним і працьовитим футболістом, що грав на позиції центрального півзахисника.
З командою двічі ставав срібним призером Чемпіонату Угорщини і чотири рази бронзовим призером.
Фіналіст Кубка Угорщини 1922 року, хоча у фіналі не грав, і 1923 року, коли «Уйпешт» у вирішальному матчі поступився МТК з рахунком 1:4.
Загалом у складі «Уйпешта» зіграв у чемпіонаті не менше 125 матчів і забив 2 голи.

## Виступи за збірну
4 березня 1923 року зіграв свій єдиний матч у складі національної збірної Угорщини в грі проти збірної Італії (0:0).

## Досягнення
- Срібний призер Чемпіонату Угорщини: (2)

«Уйпешт»: 1920–1921, 1922–1923
- Бронзовий призер Чемпіонату Угорщини: (4)

«Уйпешт»: 1916–1917, 1918–1919, 1921–1922, 1923–1924
- Фіналіст Кубка Угорщини: (2)

«Уйпешт»: 1922, 1923

## Статистика виступів за збірну
| Дата       | Місто | Господарі | Результат | Гості    | Турнір           | Голи | Примітки |
| ---------- | ----- | --------- | --------- | -------- | ---------------- | ---- | -------- |
| 04/03/1923 | Генуя | Італія    | 0 – 0     | Угорщина | товариський матч | -    |          |
| Усього     |       | Матчів    | 1         |          | Голів            | 0    |          |